# Línia equatorial

Mapamundi amb la línia de l'equador

La línia equatorial, línia equinoccial o equador (del llatí aequātōris: 'igualador') és una línia imaginària que fa la volta a un planeta (o a qualsevol altre cos celeste) equidistant dels dos pols. És una circumferència que divideix l'objecte en dues parts iguals o hemisferis i és perpendicular al seu eix de rotació. Per definició, la latitud de l'equador és 0°.

## Geodèsia

### Localització precisa
La ubicació precisa de l'equador no està realment fixada; l'autèntic pla equatorial és perpendicular a l'eix de rotació de la Terra, que deriva uns 9 m durant un any.
Les mostres geològiques mostren que l'equador va canviar significativament les posicions fa entre 48 i 12 milions d'anys, ja que els sediments dipositats pels corrents tèrmics oceànics a l'equador es van desplaçar. Els dipòsits per corrents tèrmics estan determinats per l'eix de la Terra, que determina la cobertura solar de la superfície terrestre. Els canvis en l'eix de la Terra també es poden observar en la disposició geogràfica de les cadenes d'illes volcàniques, que es creen desplaçant els punts calents sota l'escorça terrestre a mesura que l'eix i l'escorça es mouen. Això és coherent amb la col·lisió de la placa tectònica índia amb la placa tectònica eurasiàtica, que està causant l'elevació de l'Himàlaia.

### Longitud exacta
L'Associació Internacional de Geodèsia (IAG) i la Unió Astronòmica Internacional (IAU) utilitzen un radi equatorial de 6.378,1366 km (codificat com el valor IAU 2009). Aquest radi equatorial també es troba a les Convencions IERS de 2003 i 2010. També és el radi equatorial utilitzat per a l'el·lipsoide IERS 2003. Si fos realment circular, la longitud de l'equador seria exactament 2π vegades el radi, és a dir 40.075,0142 km. El GRS80 (Geodetic Reference System 1980) aprovat i adoptat per l'IUGG a la seva reunió de Canberra, Austràlia de 1979, té un radi equatorial de 6.378,137 km. El WGS 84 (World Geodetic System 1984), que és un estàndard per al seu ús en cartografia, geodèsia i navegació per satèl·lit, inclòs el GPS, també té un radi equatorial de 6.378,137 km. Tant per a GRS 80 com per a WGS 84, això resulta en una longitud per a l'equador de 40.075,0167 km.
La milla geogràfica es defineix com un minut d'arc de l'equador, de manera que té valors diferents segons quin radi s'assumeixi. Per exemple, per WSG-84, la distància és de 1.855,3248 m mentre que per IAU-2000, és de 1.855,3257 m. Aquesta és una diferència de menys d’1mm al llarg de la distància total (aproximadament 1,86 km).
La Terra es modela habitualment com una esfera aplanada un 0,336% al llarg del seu eix. Això fa que l'equador sigui un 0,16% més llarg que un meridià (un gran cercle que passa pels dos pols). El meridià estàndard IUGG és, al mil·límetre més proper, 40.007,862917 km , un minut d'arc dels quals és de 1.852,216 m, explicant l'estandardització SI de la Milla marina com a 1852 m, més de 3 m menys que la milla geogràfica.
La superfície a nivell del mar de la Terra (el geoide) és irregular, de manera que la longitud real de l'equador no és tan fàcil de determinar. La Setmana de l'Aviació i la Tecnologia Espacial el 9 d'octubre de 1961 va informar que les mesures utilitzant el satèl·lit Transit IV-A havien mostrat que el diàmetre equatorial des de la longitud 11° Oest fins als 169° Est era de 1000 peus superior al seu diàmetre a noranta graus de distància.

## Estacions equatorials i clima

Diagrama de les estacions, que mostra la situació al solstici de desembre. Independentment de l'hora del dia (és a dir, la rotació de la Terra sobre el seu eix), el pol Nord estarà fosc i el pol Sud s'il·luminarà; vegeu també nit polar. A més de la densitat de la llum incident, la dissipació de la llum a l'atmosfera és més gran quan cau en un angle poc profund.

Les estacions resulten de la inclinació de l'eix de la Terra lluny d'una línia perpendicular al pla de la seva revolució al voltant del Sol. Al llarg de l'any, els hemisferis nord i sud es giren alternativament cap o lluny del Sol, depenent de la posició de la Terra a la seva òrbita. L'hemisferi girat cap al Sol rep més llum solar i es troba a l'estiu, mentre que l'altre hemisferi rep menys sol i és a l'hivern (veure solstici).
En els equinoccis, l'eix de la Terra és perpendicular al Sol en lloc d'inclinar-se cap o lluny, el que significa que el dia i la nit tenen una durada d'unes 12 hores a tota la Terra.
A prop de l'equador, això significa que la variació de la intensitat de la radiació solar és diferent amb relació a l'època de l'any que a latituds més altes: la radiació solar màxima es rep durant els equinoccis, quan un lloc de l'equador es troba sota el punt subsolar a migdia, i les estacions intermèdies de primavera i tardor es produeixen a latituds més altes; i el mínim es produeix durant els dos solsticis, quan qualsevol dels pols s'inclina cap o allunyat del sol, donant lloc a l'estiu o a l'hivern als dos hemisferis. Això també es tradueix en un moviment corresponent de l'equador lluny del punt subsolar, que després es troba sobre o prop del Tròpic de Capricorn Tròpic de Càncer rellevant. No obstant això, les temperatures són elevades durant tot l'any perquè la inclinació axial de la Terra de 23,5 ° no és suficient per crear una baixa declinació mínima del migdia per afeblir prou els raigs solars fins i tot durant els solsticis. Les temperatures altes durant tot l'any s'estenen a uns 25° al nord o al sud de l'equador, encara que la diferència de temperatura moderada estacional es defineix pels solsticis oposats (ja que és a latituds més altes) prop dels límits dels pols d'aquest rang.
A prop de l'equador, hi ha pocs canvis de temperatura durant tot l'any, tot i que hi pot haver diferències dramàtiques en les precipitacions i la humitat. Generalment no s'apliquen els termes estiu, tardor, hivern i primavera. Les terres baixes al voltant de l'equador generalment tenen un clima equatorial, encara que els corrents oceànics freds fan que algunes regions tinguin clima tropical monsònic amb una estació seca a mitjans de l'any, i el Corrent Somali generat pel Monsó del Sud de l'Àsia a causa de l'escalfament continental a través de l'altiplà del Tibet fa que la Gran Somàlia tingui un clima àrid malgrat la seva ubicació equatorial.
Les temperatures mitjanes anuals a les terres baixes equatorials ronden 31 °C durant la tarda i 23 °C al voltant de la sortida del sol. Les pluges són molt elevades lluny de les zones d'aflorament del corrent oceànic fred, entre 2500 a 350 mm per any. Hi ha uns 200 dies de pluja a l'any i la mitjana anual d'hores de sol ronda les 2.000. Malgrat les altes temperatures del nivell del mar durant tot l'any, algunes altituds com els Andes i el mont Kilimanjaro tenen glaceres. El punt més alt de l'equador es troba a l'alçada de 4690 m, a les a 0°0′0″N 77°59′31″O, que es troba als vessants sud del volcà Cayambe [cim 5.790 metres] a l'Equador. Es troba una mica per sobre de la línia de neu i és l'únic lloc de l'equador on hi ha neu a terra. A l'equador, la línia de neu és uns 1.000 metres més baixa que a l'Everest i fins a 2.000 metres més baixa que la línia de neu més alta del món, a prop del tròpic de Capricorn a Llullaillaco.
| Paràmetres climàtics mitjans de Libreville, Gabon, Africa           | Paràmetres climàtics mitjans de Libreville, Gabon, Africa | Paràmetres climàtics mitjans de Libreville, Gabon, Africa | Paràmetres climàtics mitjans de Libreville, Gabon, Africa | Paràmetres climàtics mitjans de Libreville, Gabon, Africa | Paràmetres climàtics mitjans de Libreville, Gabon, Africa | Paràmetres climàtics mitjans de Libreville, Gabon, Africa | Paràmetres climàtics mitjans de Libreville, Gabon, Africa | Paràmetres climàtics mitjans de Libreville, Gabon, Africa | Paràmetres climàtics mitjans de Libreville, Gabon, Africa | Paràmetres climàtics mitjans de Libreville, Gabon, Africa | Paràmetres climàtics mitjans de Libreville, Gabon, Africa | Paràmetres climàtics mitjans de Libreville, Gabon, Africa | Paràmetres climàtics mitjans de Libreville, Gabon, Africa |
| Mes                                                                 | Gen.                                                      | Feb.                                                      | Mar.                                                      | Abr.                                                      | Mai.                                                      | Jun.                                                      | Jul.                                                      | Ago.                                                      | Set.                                                      | Oct.                                                      | Nov.                                                      | Des.                                                      | Anual                                                     |
| ------------------------------------------------------------------- | --------------------------------------------------------- | --------------------------------------------------------- | --------------------------------------------------------- | --------------------------------------------------------- | --------------------------------------------------------- | --------------------------------------------------------- | --------------------------------------------------------- | --------------------------------------------------------- | --------------------------------------------------------- | --------------------------------------------------------- | --------------------------------------------------------- | --------------------------------------------------------- | --------------------------------------------------------- |
| Temperatura diària màxima °C (°F)                                   | 29,5 (85,1)                                               | 30,0 (86)                                                 | 30,2 (86,4)                                               | 30,1 (86,2)                                               | 29,4 (84,9)                                               | 27,6 (81,7)                                               | 26,4 (79,5)                                               | 26,8 (80,2)                                               | 27,5 (81,5)                                               | 28,0 (82,4)                                               | 28,4 (83,1)                                               | 29,0 (84,2)                                               | 28,58 (83,4)                                              |
| Temperatura diària mínima °C (°F)                                   | 24,1 (75,4)                                               | 24,0 (75,2)                                               | 23,9 (75)                                                 | 23,1 (73,6)                                               | 24,0 (75,2)                                               | 23,2 (73,8)                                               | 22,1 (71,8)                                               | 21,8 (71,2)                                               | 23,2 (73,8)                                               | 23,4 (74,1)                                               | 23,4 (74,1)                                               | 23,4 (74,1)                                               | 23,30 (73,9)                                              |
| Precipitació total mm (polzades)                                    | 250,3 (9,9)                                               | 243,1 (9,6)                                               | 363,2 (14,3)                                              | 339,0 (13,3)                                              | 247,3 (9,7)                                               | 54,1 (2,1)                                                | 6,6 (0,3)                                                 | 13,7 (0,5)                                                | 104,0 (4,1)                                               | 427,2 (16,8)                                              | 490,0 (19,3)                                              | 303,2 (11,9)                                              | 2.841 (111,9)                                             |
| Font: World Meteorological Organization (UN), Hong Kong Observatory |                                                           |                                                           |                                                           |                                                           |                                                           |                                                           |                                                           |                                                           |                                                           |                                                           |                                                           |                                                           |                                                           |

| Paràmetres climàtics mitjans de Pontianak, Indonèsia a Àsia | Paràmetres climàtics mitjans de Pontianak, Indonèsia a Àsia | Paràmetres climàtics mitjans de Pontianak, Indonèsia a Àsia | Paràmetres climàtics mitjans de Pontianak, Indonèsia a Àsia | Paràmetres climàtics mitjans de Pontianak, Indonèsia a Àsia | Paràmetres climàtics mitjans de Pontianak, Indonèsia a Àsia | Paràmetres climàtics mitjans de Pontianak, Indonèsia a Àsia | Paràmetres climàtics mitjans de Pontianak, Indonèsia a Àsia | Paràmetres climàtics mitjans de Pontianak, Indonèsia a Àsia | Paràmetres climàtics mitjans de Pontianak, Indonèsia a Àsia | Paràmetres climàtics mitjans de Pontianak, Indonèsia a Àsia | Paràmetres climàtics mitjans de Pontianak, Indonèsia a Àsia | Paràmetres climàtics mitjans de Pontianak, Indonèsia a Àsia | Paràmetres climàtics mitjans de Pontianak, Indonèsia a Àsia |
| Mes                                                         | Gen.                                                        | Feb.                                                        | Mar.                                                        | Abr.                                                        | Mai.                                                        | Jun.                                                        | Jul.                                                        | Ago.                                                        | Set.                                                        | Oct.                                                        | Nov.                                                        | Des.                                                        | Anual                                                       |
| ----------------------------------------------------------- | ----------------------------------------------------------- | ----------------------------------------------------------- | ----------------------------------------------------------- | ----------------------------------------------------------- | ----------------------------------------------------------- | ----------------------------------------------------------- | ----------------------------------------------------------- | ----------------------------------------------------------- | ----------------------------------------------------------- | ----------------------------------------------------------- | ----------------------------------------------------------- | ----------------------------------------------------------- | ----------------------------------------------------------- |
| Temperatura diària màxima °C (°F)                           | 32,4 (90,3)                                                 | 32,7 (90,9)                                                 | 32,9 (91,2)                                                 | 33,2 (91,8)                                                 | 33,0 (91,4)                                                 | 33,2 (91,8)                                                 | 32,9 (91,2)                                                 | 33,4 (92,1)                                                 | 32,6 (90,7)                                                 | 32,6 (90,7)                                                 | 32,2 (90)                                                   | 32,0 (89,6)                                                 | 32,7 (90,9)                                                 |
| Temperatura diària mínima °C (°F)                           | 22,7 (72,9)                                                 | 22,6 (72,7)                                                 | 23,0 (73,4)                                                 | 23,2 (73,8)                                                 | 23,4 (74,1)                                                 | 23,1 (73,6)                                                 | 22,5 (72,5)                                                 | 22,3 (72,1)                                                 | 22,6 (72,7)                                                 | 22,8 (73)                                                   | 22,6 (72,7)                                                 | 22,4 (72,3)                                                 | 22,7 (72,9)                                                 |
| Precipitació total mm (polzades)                            | 260 (10,2)                                                  | 215 (8,5)                                                   | 254 (10)                                                    | 292 (11,5)                                                  | 256 (10,1)                                                  | 212 (8,3)                                                   | 201 (7,9)                                                   | 180 (7,1)                                                   | 295 (11,6)                                                  | 329 (13)                                                    | 400 (15,7)                                                  | 302 (11,9)                                                  | 3.196 (125,8)                                               |
| Font: World Meteorological Organization (UN)                |                                                             |                                                             |                                                             |                                                             |                                                             |                                                             |                                                             |                                                             |                                                             |                                                             |                                                             |                                                             |                                                             |

| Paràmetres climàtics mitjans de Macapá, Brasil a Sud Amèrica        | Paràmetres climàtics mitjans de Macapá, Brasil a Sud Amèrica | Paràmetres climàtics mitjans de Macapá, Brasil a Sud Amèrica | Paràmetres climàtics mitjans de Macapá, Brasil a Sud Amèrica | Paràmetres climàtics mitjans de Macapá, Brasil a Sud Amèrica | Paràmetres climàtics mitjans de Macapá, Brasil a Sud Amèrica | Paràmetres climàtics mitjans de Macapá, Brasil a Sud Amèrica | Paràmetres climàtics mitjans de Macapá, Brasil a Sud Amèrica | Paràmetres climàtics mitjans de Macapá, Brasil a Sud Amèrica | Paràmetres climàtics mitjans de Macapá, Brasil a Sud Amèrica | Paràmetres climàtics mitjans de Macapá, Brasil a Sud Amèrica | Paràmetres climàtics mitjans de Macapá, Brasil a Sud Amèrica | Paràmetres climàtics mitjans de Macapá, Brasil a Sud Amèrica | Paràmetres climàtics mitjans de Macapá, Brasil a Sud Amèrica |
| Mes                                                                 | Gen.                                                         | Feb.                                                         | Mar.                                                         | Abr.                                                         | Mai.                                                         | Jun.                                                         | Jul.                                                         | Ago.                                                         | Set.                                                         | Oct.                                                         | Nov.                                                         | Des.                                                         | Anual                                                        |
| ------------------------------------------------------------------- | ------------------------------------------------------------ | ------------------------------------------------------------ | ------------------------------------------------------------ | ------------------------------------------------------------ | ------------------------------------------------------------ | ------------------------------------------------------------ | ------------------------------------------------------------ | ------------------------------------------------------------ | ------------------------------------------------------------ | ------------------------------------------------------------ | ------------------------------------------------------------ | ------------------------------------------------------------ | ------------------------------------------------------------ |
| Temperatura diària màxima °C (°F)                                   | 29,7 (85,5)                                                  | 29,2 (84,6)                                                  | 29,3 (84,7)                                                  | 29,5 (85,1)                                                  | 30,0 (86)                                                    | 30,3 (86,5)                                                  | 30,6 (87,1)                                                  | 31,5 (88,7)                                                  | 32,1 (89,8)                                                  | 32,6 (90,7)                                                  | 32,3 (90,1)                                                  | 31,4 (88,5)                                                  | 30,71 (87,3)                                                 |
| Temperatura diària mínima °C (°F)                                   | 23,0 (73,4)                                                  | 23,1 (73,6)                                                  | 23,2 (73,8)                                                  | 23,5 (74,3)                                                  | 23,5 (74,3)                                                  | 23,2 (73,8)                                                  | 22,9 (73,2)                                                  | 23,3 (73,9)                                                  | 23,4 (74,1)                                                  | 23,5 (74,3)                                                  | 23,5 (74,3)                                                  | 23,4 (74,1)                                                  | 23,29 (73,9)                                                 |
| Precipitació total mm (polzades)                                    | 299,6 (11,8)                                                 | 347,0 (13,7)                                                 | 407,2 (16)                                                   | 384,3 (15,1)                                                 | 351,5 (13,8)                                                 | 220,1 (8,7)                                                  | 184,8 (7,3)                                                  | 98,0 (3,9)                                                   | 42,6 (1,7)                                                   | 35,5 (1,4)                                                   | 58,4 (2,3)                                                   | 142,5 (5,6)                                                  | 2.571 (101,2)                                                |
| Font: World Meteorological Organization (UN), Hong Kong Observatory |                                                              |                                                              |                                                              |                                                              |                                                              |                                                              |                                                              |                                                              |                                                              |                                                              |                                                              |                                                              |                                                              |

## Equador terrestre
L'equador de la Terra té una llargada real de 40.070 km, aproximadament.
L'equador és un dels cinc paral·lels o cercles principals de latitud basats en la relació entre la rotació de la Terra i el pla de l'òrbita al voltant del Sol. A més, l'equador és l'únic paral·lel que és alhora un cercle màxim.
El Sol en el seu moviment estacional a través del cel passa directament sobre l'equador dues vegades cada any, en els equinoccis vernal i tardoral, que tenen lloc al març i al setembre, respectivament. En aquestes dates i sobre la línia de l'equador, els raigs de Sol són perpendiculars a la superfície de la Terra.
Els llocs situats a prop de l'equador experimenten l'alba i el crepuscle més ràpids del món. Tan sols duren uns pocs minuts. Aquests llocs també tenen una quantitat de temps dia/nit relativament constant cada dia de l'any, comparat amb llocs més al nord o al sud.

## Països i territoris equatorials
| Meridià    | País o mar                      | Km     | %      | Notes |
| ---------- | ------------------------------- | ------ | ------ | --- |
| 0° E       | Oceà Atlàntic                   | 725    | 2%     | Golf de Guinea, Illa Null |
| 6º 31' E   | São Tomé i Príncipe             | 315    | 1%     | Passa per l'estació de Pestana Equador a l'Ilhéu das Rolas |
| 9º 21' E   | Gabon                           | 510    | 1%     | Passa 8,9 km al sud de Ayem i 10,6 km al nord de Mayene, Booué |
| 13º 56' E  | República del Congo             | 427    | 1%     | Passa per la ciutat de Makoua |
| 17º 46' E  | República Democrática del Congo | 1.330  | 3%     | Passa 9 km al sud del centre de Butembo |
| 29º 43' E  | Uganda                          | 295    | 1%     | Passa a 32 km al sud del centre de la capital, Kampala |
| 32º 22' E  | Llac Victòria                   | 182    | 0,5%   | Passa per algunes illes d'Uganda al districte de Mukono i al districte de Namayingo                                                                                            |
| 34º E      | Kenya                           | 779    | 2%     | Passa 6 km al nord del centre de Kisumu |
| 41º E      | Somàlia                         | 210    | 1%     | Passa al sud de Jamaame |
| 42º 53' E  | Oceà Índic                      | 6.158  | 15%    | Passa entre l'atol de Huvadhu i Fuvahmulah de les Maldives |
| 98º 12' E  | Indonèsia                       | 709    | 2%     | Sumatra Septentrional (incloent les Illes Batu) i la Regència de Lingga, Illes Riau                                                                                            |
| 104º 34' E | Estret de Karimata              | 510    | 1%     | |
| 109º 9' E  | Indonèsia                       | 930    | 2%     | Províncies del Born de Kalimantan Occidental (passa per la capital de la província, Pontianak), Kalimantan Central i Kalimantan Oriental                                       |
| 117º 30' E | Estret de Macassar              | 241    | 1%     | |
| 119º 40' E | Indonèsia                       | 46     | 0,1%   | Donggala i Parigi Regència de Moutong, Sulawesi Central (Celebes) |
| 120º 5' E  | Golf de Tomini                  | 436    | 1%     | |
| 124º E     | Mar de les Moluques             | 378    | 1%     | |
| 127º 24' E | Indonèsia                       | 54     | 0.1%   | Illes Kayoa i Halmahera, al nord de Maluku |
| 127º 53' E | Mar de Halmahera                | 161    | 0,4%   | |
| 129º 20' E | Indonèsia                       | 2      | 0,005% | Illes Gebe i Kawe, Papua Occidental |
| 129º 21' E | Oceà Pacífic                    | 16.759 | 42%    | Passa entre els atols d'Aranuka i Nonouti (Kiribati), al sud de l'Illa Baker i al nord de l'Illa Jarvis (Illes menors perifèriques dels Estats Units)                          |
| 80º 6' O   | Equador                         | 508    | 1%     | Passa 24 km al nord del centre de Quito, prop de Mitad del Mundo, i precisament a la ubicació de Catequilla, una ruïna precolombina i per l'Illa Isabela a les Illes Galàpagos |
| 75º 32' O  | Colòmbia                        | 610    | 2%     | Passa 4,3 km al nord de la frontera amb el Perú |
| 70º 3' O   | Brasil                          | 2.304  | 6%     | Amazones, Roraima, Pará i Amapá (passa lleugerament al sud del centre de la ciutat capital de l'Estat Macapá, i precisament al monument Marco Zero i a l'Avinguda Equatorial)  |
| 49º 21' O  | Oceà Atlàntic                   | 5.494  | 14%    | Al canal Perigoso a la desembocadura del riu Amazones |
|            | (total Oceà Atlàntic)           | 6.219  | 16%    | |